# Márcia Rodrigues (jornalista)
Márcia Rodrigues (Lisboa, 28 de dezembro de 1964) é uma jornalista portuguesa, conhecida pelos seus trabalhos em cenários de crise política e de guerra, nomeadamente no Médio Oriente. Desde 2020, apresenta o programa da RTP3 Janela Global, dedicado à análise da atualidade internacional.

## Biografia
Márcia Rodrigues nasceu em Lisboa, a 28 de dezembro de 1964, apesar de ter passado parte da sua infância em Angola, filha de uma professora primária e de um militar.
É licenciada em Comunicação Social, pela Universidade Técnica de Lisboa, e mestre em Estratégia, também pela Universidade Técnica, tendo entrado para a RTP em 1988, e feito parte da antiga rádio-pirata GEST, dirigida por Henrique Garcia, e de onde também faziam parte Margarida Pinto Correia e Manuela Moura Guedes.
Apesar da sua carreira como pivot de telejornais da RTP2 (Jornal Nacional, TV2 Jornal e Jornal 2) e RTP1 (24 Horas), Márcia Rodrigues é mais conhecida pelo seu trabalho como repórter, sobretudo em cenários de guerra, tendo sido oi enviada especial a 54 países. Dos seus primeiros trabalhos de reportagem, destacam-se a cobertura do Congresso da UNITA, de 1996, a Bósnia pós-Guerra, o Ruanda pós-Genocídio, estas duas últimas feitas para o programa Enviado Especial, de José Manuel Barata Feyo, e o Iraque. Também fez cobertura eleitoral das eleições autárquicas de 1997, e do referendo à despenalização do aborto de 1998. Em 1999, tornou-se coordenadora do departamento de informação não diária da RTP.
Na década de 2000, Márcia Rodrigues alternou entre a apresentação de programas informativos, como o Jornal 2 e o Avenida Europa, e a cobertura de reportagens, sobretudo em Timor-Leste, na guerra do Kosovo, nos sismos de El Salvador de 2001, e na guerra do Líbano de 2006. Outros cenários incluem o conflito israelo-palestiniano, o Congo, o Afeganistão, e o Irão, onde acompanhou as eleições presidencias de 2009. Em 2011, foi a enviada especial da RTP ao Egipto, durante os protestos contra Hosni Mubarak.
Em 2012, foi escolhida como correspondente da RTP nos Estados Unidos, tendo-se mantido até 2018. Atualmente, é a editora de política internacional da RTP, e apresentadora do programa da RTP3 Janela Global, dedicado à análise da atualidade internacional.
Também é conhecida por entrevistar grandes figuras internacionais, como Tenzin Gyatso, Edgar Morin, Mikhail Gorbatchov, Mahmoud Ahmadinejad, António Guterres, entre outros, assim como grandes figuras nacional, como Maria de Lourdes Pintasilgo, Adriano Moreira, António Vitorino, entre outros.

### Vida privada
Foi casada, entre 1995 e 1999, com o também jornalista Joaquim Sousa Martins.

## Programas

### Televisão
| Ano         | Programa         | Obs.                    | Canal |
| ----------- | ---------------- | ----------------------- | ----- |
| 1992        | Jornal Nacional  | Pivot                   | RTP2  |
| 1993        | TV2 Jornal       | Pivot                   | RTP2  |
| 1993 - 1995 | 24 Horas         | Pivot                   | RTP1  |
| 1996 - 1998 | Enviado Especial | Repórter                | RTP1  |
| 2000        | Grande Repórter  | Repórter e coordenadora | RTP1  |
| 2000 - 2002 | Jornal 2         | Pivot                   | RTP2  |
| 2007 - 2008 | Avenida Europa   | Apresentadora           | RTP1  |
| 2020        | Janela Global    | Pivot                   | RTP3  |